# Ben Reitman
Ben Lewis Reitman (1879, Saint Paul (Minnesota) - Chicago, 1942) va ser un anarquista nord-americà i metge dels pobres ("el metge rodamón"). Es recorda per haver estat amant de l'anarquista Emma Goldman. Reitman era un personatge extravagant, excèntric. Goldman descriu la seva primera trobada amb Reitman amb aquestes paraules:
| «                              | Va arribar a la tarda, un personatge exòtic, pintoresc, amb un barret de vaquer negre de grans dimensions, amb una corbata de seda folgada i una cana enorme. "Així aquesta és la damisel·la, Emma Goldman," em va saludar: "Sempre t'he volguda conèixer." La seva veu era profunda, suau i aduladora. Li vaig respondre que jo també estimava el curiós que havia cregut prou en la llibertat d'expressió per a ajudar Emma Goldman. El meu visitador era un home alt amb una testa de formes fines, cobert amb una massa de cabells negres i encrespats, que a l'evidència no s'havia rentat de feia algun temps. Els seus ulls eren castanys, grossos i somiadors. Els seus llavis, que revelaven unes dents boniques quan somreia, eren plens i apassionats. Semblava un brut atraent. Les seves mans, fines i blanques, exercien una fascinació peculiar. Les ungles dels dits, com els seus cabells, semblaven estar en vaga contra el sabó i raspall. No podia apartar els ulls de les seves mans. Un encant estrany en semblava emanar, acariciant i aconhortador... | » |
| — Emma Goldman, Living My Life | |   |

## Biografia
Reitman va néixer a Saint Paul (Minnesota), fill d'immigrants jueus russos pobres, i va créixer a Chicago. A l'edat de deu anys, es va fer rodamón, però va tornar a Chicago i va treballar en el Laboratori de la Policlínica com "nen de laboratori". El 1900, va entrar al Col·legi de Metges i Cirurgians a Chicago, completant els seus estudis de medicina el 1904. Durant aquest temps va estar breument casat, ell i la seva dona van tenir una filla plegats.
Va treballar com a metge a Chicago, i oferia els seus serveis a vagabunds, prostitutes, pobres i altres marginats de la societat capitalista. En particular, practica avortaments, que eren il·legals en aquest moment. Reitman coneix a Emma Goldman el 1908, i els dos inicien una relació amorosa apassionada, que Goldman descriu com l'"esplèndida gran passió" de la seva vida. Ambdós viatgen junts durant gairebé vuit anys, treballant per la causa del control de la natalitat, la llibertat d'expressió, els drets dels treballadors i l'anarquisme. Durant aquest temps, la parella es va involucrar en la Lluita per la Llibertat d'Expressió de Sant Diego entre 1912 i 1913. Reitman va ser segrestat, colpejat brutalment, cobert de quitrà i plomes, i marcat amb "IWW". Alguns anys més tard, la parella va ser detinguda el 1916 sota les lleis de Comstock per defensar l'avortament, i a Reitman el van condemnar a complir sis mesos de presó. Tots dos creien en l'amor lliure, però el comportament de Reitman va provocar sentiments de gelosia per part de Goldman. Ell es va tornar a casar quan una de les seves amants es va caure prenyada, i Reitman i el fill de la seva esposa nasqué mentre ell era a la presó. Goldman i Reitman van acabar la seva relació el 1917, després que Reitman fos posat en llibertat. Reitman va tornar a Chicago i durant la dècada de 1930 va crear la Societat de Chicago per a la Prevenció de Malalties venèries. La seva segona esposa va morir el 1930, i Reitman es va casar per tercera vegada, amb Rose Siegal. Reitman més tard va mantenir una relació seriosa amb Oliver Medina, i la parella va tenir quatre filles (Meca, Medina, Victoria i Oliva). Reitman va morir a Chicago d'un atac al cor a l'edat de seixanta-tres. Va ser enterrat al cementiri de Waldheim (en l'actualitat el cementiri de Forest Home), a Forest Park, Chicago.